# István Zsolt
Pour les articles homonymes, voir Zsolt.
István Zsolt, né le 21 juin 1921 à Budapest et mort le 28 juin 1991 dans la même ville, était un arbitre hongrois de football. Il fut arbitre de 1937 à 1971, en étant international dès 1959.

## Carrière
Il a officié dans des compétitions majeures : 
- JO 1952 (1 match)
- Coupe du monde de football de 1954 (2 matchs)
- Coupe du monde de football de 1958 (2 matchs)
- JO 1960 (1 match)
- JO 1964 (2 matchs)
- Coupe d'Europe des vainqueurs de coupe de football 1964-1965 (finale)
- Coupe des villes de foires 1965-1966 (finale aller)
- Coupe du monde de football de 1966 (1 match)
- Euro 1968 (1 match)
- JO 1968 (1 match)